# Хаген, Эдвальд Боассон
Эдвальд Боассон Хаген (род. 17 мая 1987 года в Лиллехаммере, Норвегия) — норвежский профессиональный шоссейный велогонщик, выступающий за южноафриканскую команду Мирового тура «Qhubeka Assos». Многократный чемпион Норвегии в групповой и индивидуальной гонках. Победитель трех этапов на гранд-турах.

## Карьера
Боассон Хаген начал выступление в норвежской континентальной команде Maxbo–Bianchi в 2006 году и в свой первый сезон в континентальном туре одержал восемь побед, в том числе три этапа Тур де л`Авенир.
Сезон 2007 года вышел успешным. За сезон он одержал пятнадцать побед, в конечном итоге больше было только у спринтера Алессандро Петакки. Но после дисквалификации итальянца в мае 2008 года за допинг, Алессандро Петакки потеряли 5 побед на этапах Джиро д’Италия 2007. В итоге у Эдвальда было больше всех побед в сезоне 2007 года. Эдвальд выиграл Paris-Corrèze, Ringerike GP и Istrian Spring Trophy. Он также взял этапы Тура Ирландии, Тура Нормандии и Тура Британи, а также выиграл «разделку» на чемпионате Норвегии. В результате этих достижений, он занял пятое место в индивидуальном зачете UCI Europe Tour сезона 2006—2007. В начале 2007 года было объявлено, что в сезоне 2008 года он покинет команду Team Maxbo Bianchi и перейдет в T-Mobile Team. В конце 2007 года было объявлено, что команда продолжит деятельность под названием Team High Road.

### Team High Road/Team Columbia

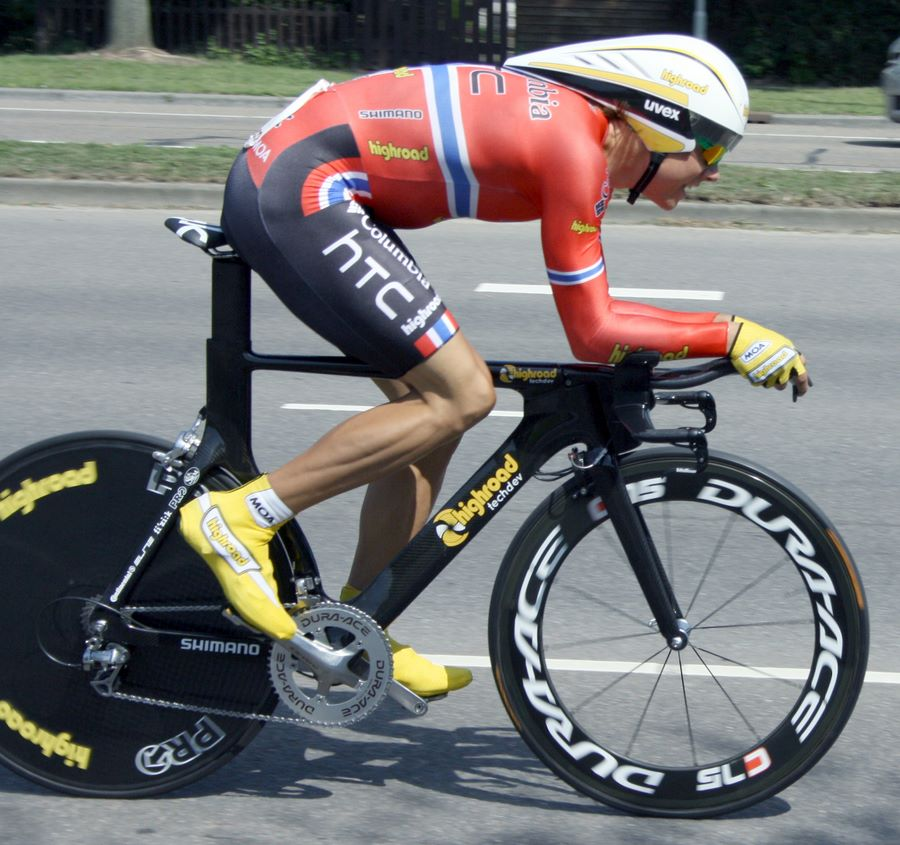
Боассон Хаген едет пролог на Энеко Тур 2009, в майке чемпиона Норвегии в раздельном старте.

Боассон Хаген начал сезон 2008 года с пятого места в прологе Тура Калифорнии, оставив позади мастеров «разделки», таких как Дэвид Миллар и Густав Ларссон. Позже он выиграл заключительную разделку Critérium International опередив товарища по команде Тони Мартина и Grand Prix de Denain. Он также занял второе место в Классике Ридинга и стал чемпионом Норвегии в гонке на время второй год подряд. Позднее, в этом же году он принимал участие в Олимпийской групповой гонке в Пекине, заняв 71 место, и поехал на гонку ProTour-а — Энеко Тур стремясь к победе в общей классификации. Он занял третье место в прологе и был на хороших позициях на следующих этапах, но когда на пятом этапе пелотон порвался и оставил его в 14-и минутах позади лидеров, Эдвальд потерял все шансы победу в генеральной классификации, но смог выиграть следующий этап в Брюсселе, опередив Джимми Энговельта в финальные 15 метров этапа. На Туре Британии он выиграл три этапа и очковую классификацию.
В 2009 году он выиграл брусчаточную классическую гонку Гент — Вевельгем, опередив в финальном спринте гонщика Liquigas Александра Кущинского. Кроме того, он поехал на Джиро д’Италия, свой первый гранд-тур в карьере, где команда Columbia выиграла командную гонку на время, а Боассон Хаген выиграл седьмой этап в спринте и занял второе место на шестом и восьмом этапах. На туре Польши он выиграл 4-й и 6-й этапы и завершил гонку на третьем месте в общем зачете. Хаген также выиграл свою первую многодневку в 2009 году, Энеко Тур, подтверждая свой огромный талант, и рост. Он вышел на третье место в Рейтинге UCI 31 августа 2009 года.
Позже в 2009 году Эдвальд закончил сезон, выиграв 4 из 8 этапов Тура Британии и его генеральную классификацию.
После нескольких месяцев слухов, 10 сентября 2009 года было объявлено, что Боассон Хаген присоединится к Team Sky, в сезоне 2010 года, наряду с другими норвежцами: Ларсом-Петтер Нордхаугом и Куртом-Асле Арвесеном.

### Team Sky

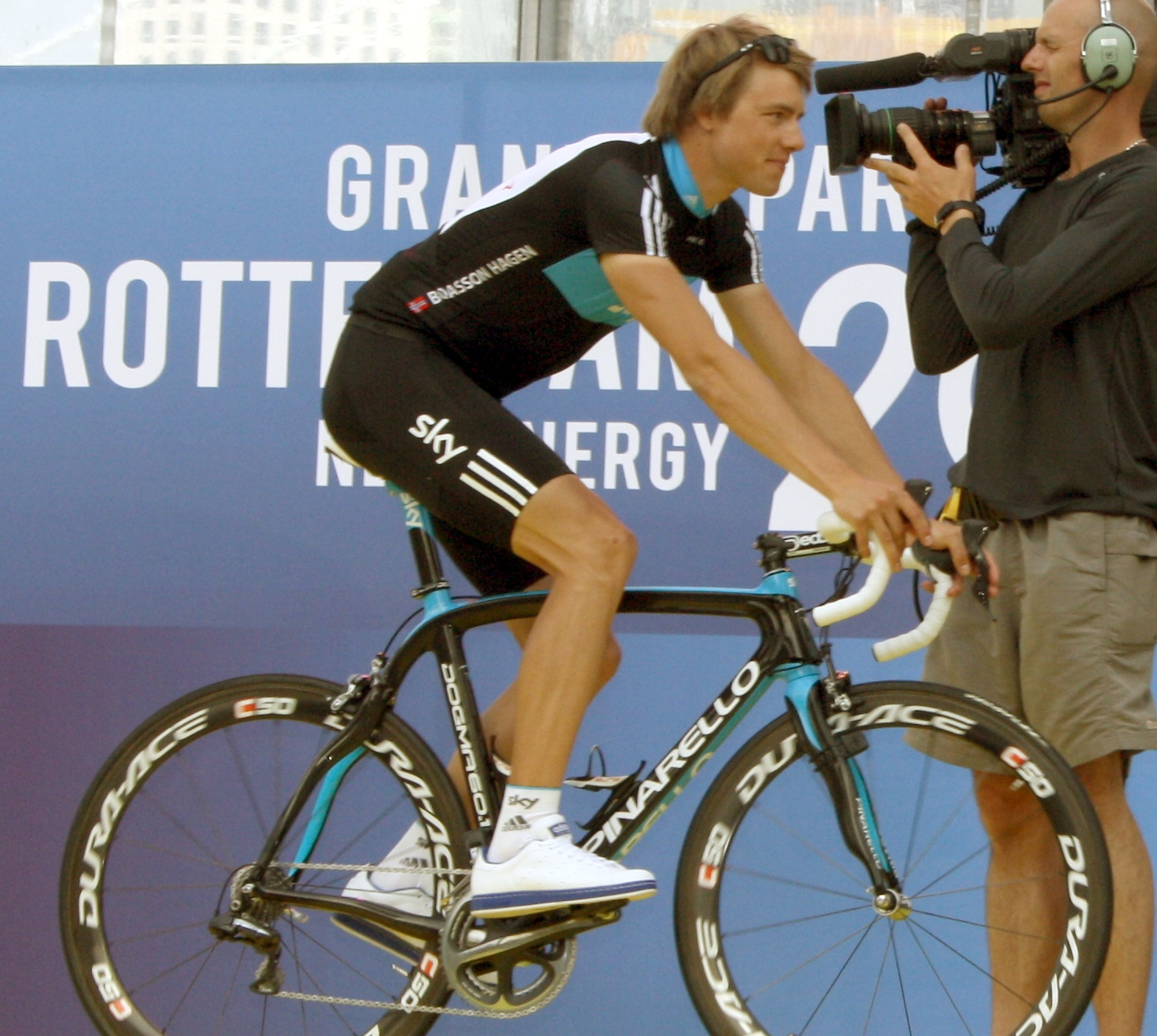
Эдвальд на командной презентации на Тур де Франс 2010

Боассон Хаген поехал свою первую гонку в составе Sky на Туре Катара 2010. После впечатляющей победы в командой гонке, Эдвальд обеспечил себе лишь 3 и 6 место на финишах этапов. На Туре Омана через неделю после гонки в Катаре, Боассон Хаген выиграл два этапа, в том числе и заключительный этап — «разделку», в которой он опередил чемпиона мира в разделке Фабиана Канчеллару на 17 секунд. После этой победы Хаген занял, второе место в общем зачете, выиграл молодежную и очковую классификации. Далее Эдвальд выиграл седьмой этап Критериум Дофине. Он также сохранил свой национальный титул в гонке на время.
В 2011 году Хаген снова занял второе место на Туре Омана, защитив майку очков. Он выиграл 1-й этап Тура Баварии, очковую классификацию, а также помог напарнику по команде Джерайнту Томасу победить в генеральной классификации. Эдвальд выиграл норвежский Национальный чемпионат в гонке на время пятый год подряд в июне, но затем заболел, что поставило под сомнение его участие в Тур де Франс 2011. Но норвежец успел восстановиться и был дан зеленый свет, чтобы он поехал на тур. На туре он выиграл шестой этап. Это была первая победа британской команды на Тур де Франс. Хаген занял второе место на 16-м этапе, а первым стал его соотечественник Тур Хусховд, после отрыва вместе с Райдером Хешедалом. На следующий день он снова уехал в отрыв и взял свой второй этап на Тур де Франс 2011. Также Эдвальд занял второе место после Марка Кавендиша на 21-м, заключительном этапе на Елисейских полях. В августе Боассон Хаген взял все майки на Энеко Тур 2011, выиграв последний этап.
Сезон 2012 Хаген начал со второго места после Андре Грайпеля на Тур Даун Андер Классик. После трех мест в пятерке сильнейших на финише, он взял майку очков и провез её до конца гонки. Далее Хаген лидировал на Туре Альгавра после победы на втором этапе с помощью своевременного спринта в гору. Но он проиграл гонку партнеру по команде Ричи Порту на следующем этапе, после атаки Порта на финишном подъеме, но он в конце Эдвальд выиграл майку очков. Он также выиграл этап на Тиррено — Адриатико, и был «последним колесом» для Марка Кавендиша. На классиках гонщик не добился успехов, показав невыразительные результаты. Он вернулся в форму на домашней гонке — Туре Норвегии, выиграв генеральную, очковую и молодежную классификации и 4 этап, которой финишировал в его родном городе Лиллехаммере.
В июне 2012 года, Хаген выиграл норвежский Национальный чемпионат в шоссейной гонке, примерив национальную майку в первый раз, но потерял майку чемпиона в раздельном старте, который до этого выигрывал 5 лет подряд. Эдвальд был выбран в состав Sky на Тур де Франс. Он финишировал пятым в первом прологе в Льеже, затем занял третье место на первом этапе, после Петера Сагана и Фабиана Канчеллары. Он также занял второе место после Сагана на 3-м этапе.

## Достижения
2006
1-й Скандинавская гонка
1-й Этапы 2, 5 & 7 Тур де л’Авенир
Гран-при Рингерике
1-й  Горная классификация
1-й  Молодёжная классификация
1-й — Этап 3
1-й — Этап 4 Рона-Альпы Изер Тур
2-й Чемпионат Норвегии в групповой гонке
2-й Гран-при Орхуса
3-й Тур Тюрингии U23
1-й — Этапы 1 & 5
2007
1-й  Чемпионат Норвегии в индивидуальной гонке
1-й  Париж — Коррез
1-й  Очковая классификация
1-й — Этапы 1 & 2
1-й  Гран-при Рингерике
1-й  Молодёжная классификация
1-й — Этапы 1, 2, 3 & 5
1-й  Истриан Спринг Трофи
1-й — Пролог
1-й — Этапы 1 & 6 Тур Бретани
1-й — Этап 4 Тур Ирландии
1-й — Этап 7 Тур Нормандии
2008
1-й  Чемпионат Норвегии в индивидуальной гонке
1-й Гран-при Денена
1-й Тур Британии
1-й  Спринтерская классификация
1-й — Этапы 4, 5 & 6
1-й — Этап 6 Энеко Тур
1-й — Этап 3 Критериум Интернациональ
2-й Рединг Классик
2009
1-й  Чемпионат Норвегии в индивидуальной гонке
1-й  Тур Британии
1-й  Очковая классификация
1-й — Этапы 3, 4, 5 & 6
1-й  Энеко Тур
1-й  Очковая классификация
1-й — Этапы 6 & 7 (ИГ)
1-й Гент — Вевельгем
1-й — Этапы 1 (КГ) & 7 Джиро д’Италия
3-й Вуэльта Майорки
2-й — Трофео Сольер
2-й — Трофео Кальвия
8-й — Трофео Польенса
3-й Тур Польши
1-й — Этапы 4 & 6
2010
1-й  Чемпионат Норвегии в индивидуальной гонке
1-й Дач Фуд Вали Классик
1-й — Этап 1 (КГ) Тур Катара
2-й Тур Омана
1-й  Очковая классификация
1-й  Молодёжная классификация
1-й — Этапы 3 & 6 (ИГ)
1-й — Этап 7 Тиррено — Адриатико
1-й — Этап 7 Критериум Дофине
2-й Ваттенфаль Классик
2-й Гран-при Квебека
2-й Хроно Наций
3-й Энеко Тур
1-й  Очковая классификация
2011
1-й  Чемпионат Норвегии в индивидуальной гонке
1-й  Энеко Тур
1-й  Очковая классификация
1-й  Молодёжная классификация
1-й — Этап 6
1-й Ваттенфаль Классик
Тур Баварии
1-й  Очковая классификация
1-й — Этап 1
1-й — Этапы 6 & 17 Тур де Франс
2-й Тур Омана
1-й  Очковая классификация
2012
Чемпионат Норвегии
1-й  Групповая гонка
2-й Индивидуальная гонка
1-й  Тур Норвегии
1-й  Очковая классификация
1-й  Молодёжная классификация
1-й — Этап 4
1-й Гран-при Плуэ
Волта Алгарви
1-й  Очковая классификация
1-й — Этап 2
1-й — Этап 3 Тиррено — Адриатико
1-й — Этап 3 Критериум Дофине
2-й  Чемпионат мира в групповой гонке
3-й Тур Пекина
1-й  Очковая классификация
5-й Гент — Вевельгем
5-й Ваттенфаль Классик
5-й Гран-при Монреаля
7-й Тур Даун Андер
1-й  Очковая классификация
2013
Чемпионат Норвегии
1-й  Индивидуальная гонка
3-й Групповая гонка
1-й  Тур Норвегии
1-й  Очковая классификация
1-й — Этап 4
1-й — Этап 3 Критериум Дофине
3-й  Чемпионат мира в командной гонке
9-й E3 Харелбеке
2014
2-й Кубок Японии
3-й Трофео Сьерра-де-Трамонтана
3-й Омлоп Хет Ниувсблад
2015
Чемпионат Норвегии
1-й  Индивидуальная гонка
1-й  Групповая гонка
1-й  Тур Британии
1-й — Этап 2 Тур Дании
1-й — Этап 5 Тур Фьордов
2-й Тур Норвегии
10-й Милан — Сан-Ремо
2016
Чемпионат Норвегии
1-й  Индивидуальная гонка
1-й  Групповая гонка
Критериум Дофине
1-й  Очковая классификация
1-й — Этап 4
Тур Омана
1-й  Очковая классификация
1-й — Этапы 2 & 5
1-й — Этап 7 Энеко Тур
1-й — Этап 3 Тур Катара
2-й Тур Норвегии
1-й — Этапы 4 & 5
3-й Трофео Порререс
5-й Париж — Рубе
6-й Чемпионат мира в групповой гонке
10-й Гран-при Плуэ
2017
1-й  Чемпионат Норвегии в индивидуальной гонке
1-й  Тур Норвегии
1-й  Очковая классификация
1-й — Этапы 1 & 5
1-й  Тур Фьордов
1-й  Очковая классификация
1-й — Этапы 3, 4 & 5
1-й — Этап 19 Тур де Франс
2-й Тур Британии
1-й — Этап 8
7-й Бретань Классик
7-й Чемпионат Европы в индивидуальной гонке
2018
1-й  Чемпионат Норвегии в индивидуальной гонке
3-й Тур Норвегии
1-й — Этап 2
4-й Дварс дор Фландерен
8-й Эшборн — Франкфурт
10-й Гран-при Монреаля
2019
1-й — Этап 1 Критериум Дофине
1-й — Этап 1 Вуэльта Валенсии (ИГ)
3-й Тур Норвегии
1-й — Этап 3

## Статистика выступлений

### Гранд-туры
|                       | 2009 | 2010 | 2011 | 2012 | 2013  | 2014  | 2015 | 2016 | 2017 | 2018 |
| Джиро д’Италия        | 82   | НС   | НС   | НС   | НС    | НФ-16 | НС   | НС   | НС   | НС   |
| Выигранные этапы      | 1    | -    | -    | -    | -     | -     | -    | -    | -    | -    |
| Очковая классификация | 6    | -    | -    | -    | -     | -     | -    | -    | -    | -    |
| Тур де Франс          | НС   | 116  | 53   | 56   | НФ-12 | НС    | 82   | 109  | 78   | 84   |
| Выигранные этапы      | -    | -    | 2    | -    | -     | -     | -    | -    | 1    | -    |
| Очковая классификация | -    | 6    | 6    | 5    | -     | -     | 14   | 14   | 3    | 16   |
| Вуэльта Испании       | НС   | НС   | НС   | НС   | 84    | НС    | НС   | НС   | НС   | НС   |
| Выигранные этапы      | -    | -    | -    | -    | -     | -     | -    | -    | -    | -    |
| Очковая классификация | -    | -    | -    | -    | 8     | -     | -    | -    | -    | -    |

НС — не стартовал, НФ-х — сошёл на этапе номер «х»